# Базин, Алексей Осипович
Алексе́й О́сипович Ба́зин (1743— 16 января 1814) — генерал-лейтенант, теоретик артиллерийского дела, командир лейб-гвардии артиллерийского батальона.

## Биография
В 1757 году вступил с чином капрала в ряды артиллерии и, два года спустя, находился уже в военных действиях, участвуя с австрийскими войсками при поражении прусского генерала Финка при Максене. В дальнейших операциях Семилетней войны, Базин находился в 1761 г. при взятии Кольберга, где получил сильную контузию, после чего возвратился в Россию и был в 1763 г. произведён в офицеры.
В 1766 г. в отряде, вступившем в Польшу, он был поставлен во главе артиллерийской команды и, руководя её действиями, особенно отличился в 1768 г., при штурме Кракова. Базин получил несколько тяжёлых ран, и только крепкое сложение и молодость спасли его.
В 1769 г. он участвовал во всех полевых сражениях с турками и при взятии Хотина. В 1770 г., в Кагульском сражении, явился истинным творцом вырванной из неприятельских рук победы; в следующем году, действовал под Тульчею и Бабадогом, и был 14 октября 1770 г. награждён орденом св. Георгия 4-го класса (№ 39 по списку Судравского и № 38 по списку Григоровича — Степанова)
За отличную храбрость и мужественные подвиги в сражениях против неприятеля.
Также граф Орлов назначил Базина прямо к себе в адъютанты, предоставив ему оставаться в действующей армии волонтером. В 1773 г. Базин находился в осадном корпусе под Силистрией, а в следующем году закончил свою славную боевую службу участием, под начальством Суворова, в делах под Козлуджи и Шумлой.
В 1779 г. Базин был произведен в майоры и в звании обер-фейерверкера назначен командиром Санкт-Петербургской лаборатории. Близко знакомый с причинами дурного состояния современной ему русской артиллерии и отдавшись всецело её переустройству, он открыто восстал против закоснелости артиллеристов в предрассудках старой школы, в особенности же по части боевой стрельбы.
Им был представлен в Главную Канцелярию артиллерии и фортификации ряд обстоятельных записок, в том числе «правила цельного стреляния» и подробно составленное урочное положение для всех лабораторных работ.
Но Базин имел слишком слабое влияние и не мог сломить упорства многочисленных противников. Прозванный в насмешку Христофором Колумбом, он, как человек, беспокоящий артиллерию, был удален из неё, получив в 1785 г. назначение в чине бригадира, обер-комендантом и областным начальником в Астрахань.
Ho Базин оказался настойчивым до упрямства: и в Астрахани он нашел способ продолжать свои исследования и оттуда присылал новые записки; в 1794 г., прибыв в Санкт-Петербург для лечения больной левой ноги, он представил князю П. А. Зубову две тетради: «Военная лаборатория» и «Пушкарь и Бомбардир». Однако эти представления остались без рассмотрения.
Только личный интерес императора Павла I к преобразованию артиллерии снова выдвинул Базина: тотчас же по вступлении на престол, Павел, по представлению Аракчеева, вернул Базина в Петербург и приказом 19 ноября 1796 г. произвёл, со старшинством семи лет, в чин генерал-майора, а в 1798 г. в генерал-лейтенанты и определил его командиром Лейб-гвардии артиллерийского батальона.
Глубоко преданный делу, с необыкновенной энергией, Базин ревностно принялся за выполнение намеченных им преобразований. Многим русская артиллерия осталась обязанной ему: строевое образование, упорядочение материальной части, развитие научных сведений между артиллеристами и многое другое было исключительно делом его реформ.
Памятником последних он оставил артиллеристам обширное «Наставление гг. штаб- и обер-офицерам л. гв. артиллерийского батальона», многие из положений которого перешли затем в официальные уставы.
Будучи основательно образованным, Базин, по словам современников, уподобил свой дом настоящей артиллерийской академии; множество артиллеристов собирались к нему на беседы, сюда же за советами шли изобретатели. Сам Базин в 1801 г., выступил с проектом особого ружейного патрона с поддоном.
Состоя членом артиллерийской экспедиции, Базин нажил себе здесь врага в лице начальника её и инспектора всей артиллерии генерал-майора Челищева, человека ничем не выделявшегося и инертного, и когда в лице впавшего в опалу Аракчеева Базин лишился поддержки и заступника перед императором Павлом I, Челищеву удалось добиться увольнения его в отставку в начале 1799 г.
Вступив снова на службу перед Отечественной войной, Базин в январе 1814 года скончался, похоронен на Больше-Охтенском кладбище.
По свидетельству генерала Ратча, Базиным оставлены весьма интересные «Записки», а также сочинение: «О прочном выгодном замащивании болотных и непросыхаемых глубоких, грязных дорог, к проезду неспособных» (рукопись с 16-ю чертежами, хранящаяся в Румянцевском музее). Кроме того, в архиве Артиллерийского музея хранится любопытная рукопись сочинения Базина «О чрезвычайных сильных горизонтальных выстрелах из пушек и единорогов и о дальнем бомбардировании из мортир, не повреждая орудия, ни их лафета». 
Сын Алексея Осиповича, Иван Алексеевич Базин, был известным деятелем Кавказской войны, генералом от инфантерии и кавалером ордена св. Георгия 3-й степени.